# السفارة السعودية في جمهورية الصين الشعبية
سفارة المملكة العربية السعودية في جمهورية الصين الشعبية (بالصينية المبسطة:沙特阿拉伯驻华大使馆)، هي بعثة دبلوماسية سعودية تقع في العاصمة بكين ويترأس البعثة سفير خادم الحرمين الشريفين أحمد بن عبد الرحمن بن حمدان الحربي.

## وصلات خارجية
- موقع سفارة المملكة العربية السعودية في جمهورية الصين الشعبية
- وزارة الخارجية السعودية (بالعربية)
- Ministry of Foreign Affairs of Kingdom of Saudi Arabia (بالإنجليزية)